# Liste der Kulturdenkmäler in Ohlenhard
In der Liste der Kulturdenkmäler in Ohlenhard sind alle Kulturdenkmäler der rheinland-pfälzischen Ortsgemeinde Ohlenhard aufgeführt. Grundlage ist die Denkmalliste des Landes Rheinland-Pfalz (Stand: 12. Juni 2023).

## Einzeldenkmäler
| Bezeichnung                              | Lage                         | Baujahr                           | Beschreibung                                    | Bild |
| ---------------------------------------- | ---------------------------- | --------------------------------- | ----------------------------------------------- | ---- |
| Wohnhaus                                 | Bergstraße 2 Lage            | erste Hälfte des 19. Jahrhunderts | Fachwerkhaus, erste Hälfte des 19. Jahrhunderts | BW   |
| Katholische Kirche St. Maria Himmelfahrt | Blankenheimer Straße Lage    | 1910/12                           | Saalbau, 1910/12                                | BW   |
| Wohnhaus                                 | Blankenheimer Straße 14 Lage | 19. Jahrhundert                   | Fachwerkhaus, Ständerbau, 19. Jahrhundert       | BW   |